# Csh
C shell (csh) — командная оболочка UNIX со встроенным скриптовым языком, разработанная Биллом Джоем, активным разработчиком BSD UNIX и создателем редактора vi, в 1979 году.
Базировался на коде командного интерпретатора шестой версии UNIX. Скриптовый язык не уступает Bourne shell по мощности, но отличается синтаксисом. В то время как Борн скопировал все основные операторы с языка Алгол 68, Билл Джой использовал в качестве макета язык Си, вероятно, руководствуясь своими предпочтениями и предпочтениями других пользователей BSD UNIX.
В начале 1990-х годов C shell подвергся критике за свою двусмысленность и немногословность интерпретатора, останавливающего выполнение скрипта, но не сообщающего никаких подробностей о том, что же всё-таки произошло. Порой скрипты csh работали совсем не так, как этого ожидал пользователь. Также встречались ситуации, когда интерпретатор отбраковывал, казалось бы, непротиворечивые строки кода.
C shell вошёл в поставку 4.1BSD и до сих пор остаётся базовой частью всех её потомков, в том числе FreeBSD и OpenBSD.

## Сравнение с Bourne shell

### Условие
| Bourne shell #!/bin/sh if [ $days -gt 365 ] then echo This is over a year. fi | C shell #!/bin/csh if ( $days > 365 ) then echo This is over a year. endif |

### Цикл с предусловием
| Bourne shell #!/bin/sh i=2 j=1 while [ $j -le 10 ] do echo '2 **' $j = $i i=`expr $i '*' 2` j=`expr $j + 1` done | C shell #!/bin/csh set i = 2 set j = 1 while ( $j <= 10 ) echo '2 **' $j = $i @ i *= 2 @ j++ end |

### Цикл со счётчиком
| Bourne shell #!/bin/sh for i in d* do case $i in d?) echo $i is short ;; *) echo $i is long ;; esac done | C shell #!/bin/csh foreach i ( d* ) switch ( $i ) case d?: echo $i is short breaksw default: echo $i is long endsw end |

## Применяемость
C-shell входил в состав Unix BSD и в ходе заимствования её СССР получил применение в её русской локализации ДЕМОС; при развитии нового проекта под GNU (UNIX была защищена авторским правом) Linux была ориентирована на командный процессор Боурна с другим синтаксисом. В дальнейшем ввиду равномощности языков программирования они были включены в bash, а ksh, csh, и другие интерпретаторы реализованы в виде жёстких ссылок в файловой системе на bash.